# Alternaria mali
Alternaria mali là một loài nấm gây bệnh ảnh hưởng đến cây trồng. Nó phổ biến ở miền Nam Hoa Kỳ và các nơi khác, và làm hỏng lá của cây táo bị nhiễm bệnh.

## Sinh bệnh học
Aleternaria mali có thể tồn tại qua mùa đông dưới dạng thể sợi bám vào lá chết nằm trên mặt đất, trong các vết thương gây ra bởi tác động cơ học lên cành cây, hoặc trong chồi. Nhiễm trùng nguyên phát xảy ra khoảng một tháng sau khi cánh hoa bắt đầu rụng vào năm kế tiếp. Bệnh phát triển mạnh trong điều kiện nhiệt độ từ 77 đến 86 °F (25–30 °C), môi trường ẩm ướt, trong 5,5 giờ. Ổ dịch phát tán nhanh chóng trong vòng hai ngày sau khi nhiễm bệnh. Nấm tấn công các giống cây trồng mẫn cảm bằng cách sử dụng độc tố hóa học. Lá cây bị ảnh hưởng xuất hiện những đốm tròn. Thông thường, sợi nấm (hyphae) không thể bám vào bề mặt vật chủ trừ khi độ ẩm cao dẫn đến sự bám dính của nấm lên bề mặt vật chủ. Nấm không tấn công trái cây ngoại trừ giống cây trồng quá mẫn cảm. Khi nhiễm bệnh, trái cây xuất hiện đốm, đặc biệt những quả bị xước vỏ.

## Bảo vệ thực vật
Các tuyến bảo vệ đầu tiên của cây chống lại sự nhiễm trùng A. mali là hàng rào vật lý của lớp biểu bì và lớp vỏ cây. A. mali có thể xâm nhập vào khí khổng và thủy khổng (hydathode) của lá.
Như với hầu hết các mầm bệnh, kháng Alternaria mali liên quan đến yếu tố di truyền. Tuy nhiên trên thực tế, không có cây táo nào sống sót một khi lá bị nhiễm bệnh.

## Điều khiển mầm bệnh
Kiểm dịch nghiêm ngặt, không bao giờ nhập khẩu, vận chuyển cây hoặc cành từ cây bị nhiễm bệnh, luôn nhặt và đốt lá rụng là những biện pháp phòng chống Alternaria mali,. Các giống táo xếp theo thứ tự tăng sức đề kháng như sau: Indo, Red Gold, Raritan, Delicious, Fuji, Golden Delicious, Ralls, Toko, Tsugaru, Mutsu, Jonagold, Jonathan. Kiểm soát hóa học sử dụng thuốc diệt nấm như iprodione, Mancozeb  và captan. Tránh sự xâm nập của bọ ve cũng là biện pháp phòng chống mầm bệnh phát tán.